# Federazione pallavolistica della Croazia
La Federazione croata di pallavolo (hrv. Hrvatski odbojkaški savez, HOS) è un'organizzazione fondata  per governare la pratica della pallavolo in Croazia.
Organizza il campionato maschile e femminile, e pone sotto la propria egida la nazionale maschile e femminile.
Ha aderito alla FIVB nel 1991.